# Castèths d'Andòrta
Castèths Andòrta (en francès Castets-en-Dorthe) és un municipi francès situat al departament de la Gironda i a la regió de la Nova Aquitània. En aquest municipi el Canal lateral de la Garona s'uneix amb el riu Garona i l'estuari de la Gironda.

## Demografia
| 1962                                       | 1968 | 1975 | 1982 | 1990 | 1999  | 2007  |
| ------------------------------------------ | ---- | ---- | ---- | ---- | ----- | ----- |
| 887                                        | 920  | 889  | 829  | 996  | 1.124 | 1.233 |
| Des de 1962: població sense dobles comptes |      |      |      |      |       |       |

## Administració
| Període   | Identitat        | Partit |
| --------- | ---------------- | ------ |
| 2001-2008 | Guy Furton       | PS     |
| 2008-     | Jean-Pierre Sart |        |